# Чалан
Чалан (исп. Chalán) — город и муниципалитет на севере Колумбии, на территории департамента Сукре. Входит в состав субрегиона Монтес-де-Мария.

## История
Поселение, из которого позднее вырос город, было основано в 1745 году. Муниципалитет Чалан был выделен в отдельную административную единицу в 1962 году.

## Географическое положение

Муниципалитет Чалан

Город расположен в северной части департамента, в пределах Прикарибской низменности, к востоку от горного хребта Мария, на расстоянии приблизительно 25 километров к северо-северо-востоку (NNE) от города Синселехо, административного центра департамента. Абсолютная высота — 289 метров над уровнем моря.
Муниципалитет Чалан граничит на западе и юге с территорией муниципалитета Колосо, на востоке — с муниципалитетом Овехас, на севере — с территорией департамента Боливар. Площадь муниципалитета составляет 75,15 км².

## Население
По данным Национального административного департамента статистики Колумбии, совокупная численность населения города и муниципалитета в 2015 году составляла 4354 человека.
Динамика численности населения муниципалитета по годам:
| 2005 | 2006 | 2007 | 2008 | 2009 | 2010 | 2011 | 2012 | 2013 | 2014 | 2015 |
| ---- | ---- | ---- | ---- | ---- | ---- | ---- | ---- | ---- | ---- | ---- |
| 4188 | 4202 | 4224 | 4240 | 4251 | 4275 | 4287 | 4305 | 4322 | 4341 | 4354 |

Согласно данным переписи 2005 года мужчины составляли 53,6 % от населения Чалана, женщины — соответственно 46,4 %. В расовом отношении белые и метисы составляли 99,4 % от населения города; негры, мулаты и райсальцы — 0,4 %; индейцы — 0,2 %.
Уровень грамотности среди всего населения составлял 72,6 %.

## Экономика
Основу экономики Чалана составляет сельское хозяйство.
95,1 % от общего числа городских и муниципальных предприятий составляют предприятия торговой сферы, 4,9 % — предприятия сферы обслуживания.